# Izeron
Pour l’article ayant un titre homophone, voir Yzeron (homonymie).
Izeron est une commune française située dans le département de l'Isère, en région Auvergne-Rhône-Alpes.
Située dans la basse vallée de l'Isère, la commune est adhérente à la communauté de communes de Saint-Marcellin Vercors Isère Communauté. Izeron est également une commune adhérente du parc naturel régional du Vercors.
Ses habitants sont dénommés les Izeronnais.

## Géographie

### Situation et description
Izeron se situe sur la rive gauche de l'Isère, à 28 km à l'ouest de Grenoble et à 45 km au nord-est de Valence. Le village se trouve à 240 m d'altitude, au pied du massif du Vercors.

### Communes limitrophes
| Têche         | Beaulieu                  | Cognin-les-Gorges   |
| Saint-Sauveur | Izeron                    | Malleval-en-Vercors |
|               | Saint-Pierre-de-Chérennes | Rencurel            |

### Climat
Pour des articles plus généraux, voir Climat d'Auvergne-Rhône-Alpes et Climat de l'Isère.
En 2010, le climat de la commune est de type climat méditerranéen altéré, selon une étude du Centre national de la recherche scientifique s'appuyant sur une série de données couvrant la période 1971-2000. En 2020, Météo-France publie une typologie des climats de la France métropolitaine dans laquelle la commune est exposée à un climat de montagne ou de marges de montagne et est dans la région climatique  Alpes du nord, caractérisée par une pluviométrie annuelle de 1 200 à 1 500 mm, irrégulièrement répartie en été. 
Pour la période 1971-2000, la température annuelle moyenne est de 12,1 °C, avec une amplitude thermique annuelle de 18,1 °C. Le cumul annuel moyen de précipitations est de 1 196 mm, avec 9,6 jours de précipitations en janvier et 6,6 jours en juillet. Pour la période 1991-2020, la température moyenne annuelle observée sur la station météorologique de Météo-France la plus proche, « Chatte_sapc », sur la commune de Chatte à 7 km à vol d'oiseau, est de 12,0 °C et le cumul annuel moyen de précipitations est de 967,8 mm,. Pour l'avenir, les paramètres climatiques de la commune estimés pour 2050 selon différents scénarios d'émission de gaz à effet de serre sont consultables sur un site dédié publié par Météo-France en novembre 2022.

### Hydrographie
L'Isère, un affluent du Rhône et principal cours d'eau de la commune délimite la partie occcidentale du territoire d'Izeron. Cette rivière draine toute la vallée du sud Grésivaudan.

### Voies de communication
Le territoire communal est situé à proximité de l'A49. Les deux sorties d'autoroute les plus proches sont les échangeurs  9 Saint-Marcellin et  10 Vinay de l'autoroute A49.
L'ancienne route nationale 532, devenue la route départementale RD 1532 ou « route de Grenoble à Valence » est une route nationale française reliant Saint-Péray (Ardèche) à Grenoble (Isère) qui traverse approximativement le territoire communal selon un axe nord-est / sud-ouest.

## Urbanisme

### Typologie
Au 1er janvier 2024, Izeron est catégorisée commune rurale à habitat dispersé, selon la nouvelle grille communale de densité à sept niveaux définie par l'Insee en 2022.
Elle est située hors unité urbaine. Par ailleurs la commune fait partie de l'aire d'attraction de Grenoble, dont elle est une commune de la couronne,. Cette aire, qui regroupe 204 communes, est catégorisée dans les aires de 700 000 habitants ou plus (hors Paris),.

### Occupation des sols
L'occupation des sols de la commune, telle qu'elle ressort de la base de données européenne d’occupation biophysique des sols Corine Land Cover (CLC), est marquée par l'importance des forêts et milieux semi-naturels (72,4 % en 2018), en augmentation par rapport à 1990 (63,4 %). La répartition détaillée en 2018 est la suivante : 
forêts (63,8 %), cultures permanentes (13,1 %), zones agricoles hétérogènes (9,7 %), milieux à végétation arbustive et/ou herbacée (8,6 %), zones urbanisées (1,7 %), eaux continentales (1,6 %), terres arables (1,5 %). L'évolution de l’occupation des sols de la commune et de ses infrastructures peut être observée sur les différentes représentations cartographiques du territoire : la carte de Cassini (XVIIIe siècle), la carte d'état-major (1820-1866) et les cartes ou photos aériennes de l'IGN pour la période actuelle (1950 à aujourd'hui).

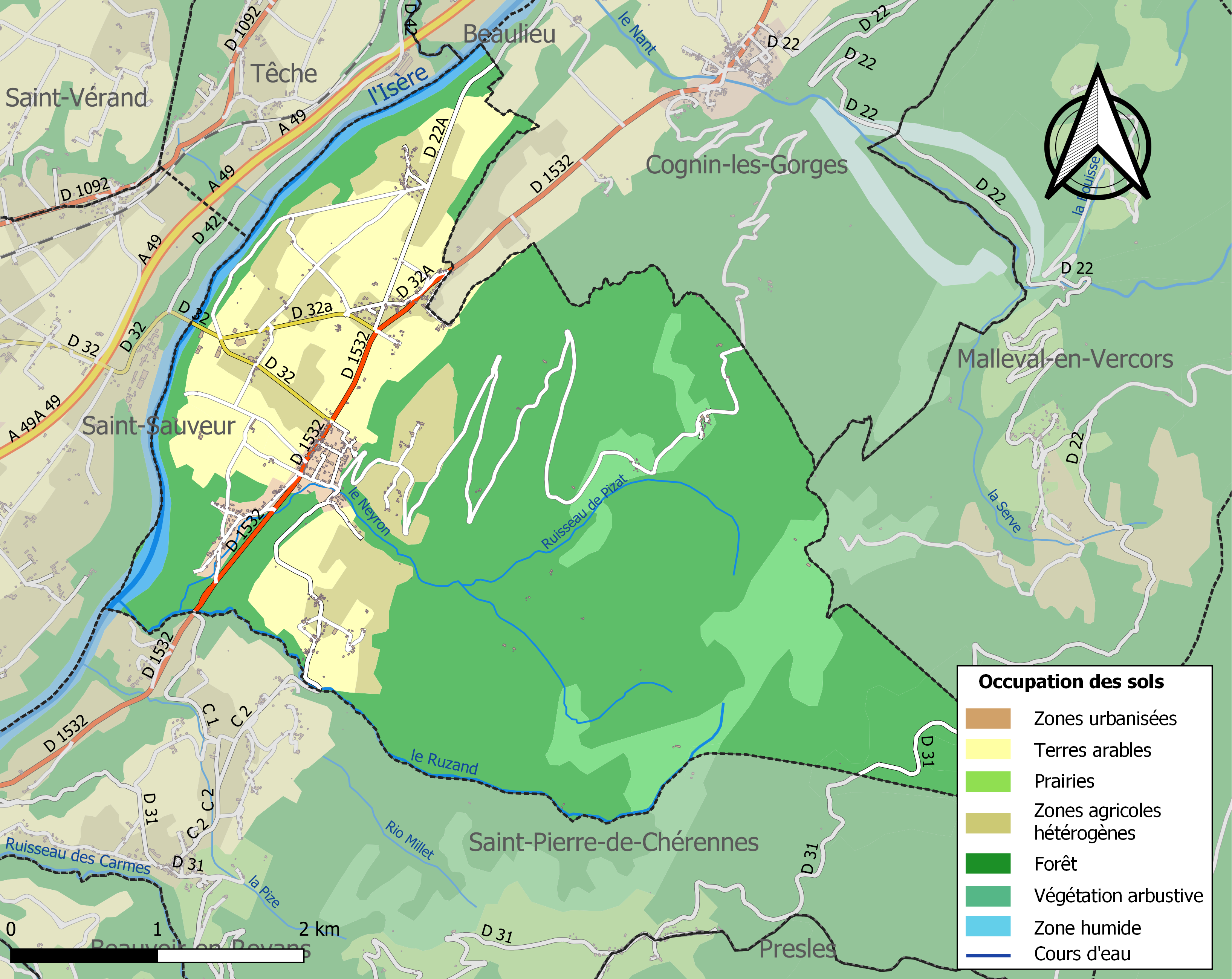
Carte des infrastructures et de l'occupation des sols de la commune en 2018 (CLC).

### Risques naturels et technologiques

#### Risques sismiques
L'ensemble du territoire de la commune d'Izeron est situé en zone de sismicité n°4 (sur une échelle de 1 à 5), en limite de la zone n°3 qui se situe à l'ouest du territoire communal ainsi que pour l'ensemble du département de l'Isère.
| Type de zone | Niveau            | Définitions (bâtiment à risque normal) |
| ------------ | ----------------- | -------------------------------------- |
| Zone 4       | Sismicité moyenne | accélération = 1,6 m/s2                |

## Politique et administration

### Liste des élus
| Période                                  | Période  | Identité          | Étiquette | Qualité  |
| ---------------------------------------- | -------- | ----------------- | --------- | -------- |
| mars 2001                                | 2020     | Jean-Claude Potié | DVD       | Retraité |
| 2020                                     | En cours | David Charbonnel  |           |          |
| Les données manquantes sont à compléter. |          |                   |           |          |

## Population et société

### Démographie
L'évolution du nombre d'habitants est connue à travers les recensements de la population effectués dans la commune depuis 1793. Pour les communes de moins de 10 000 habitants, une enquête de recensement portant sur toute la population est réalisée tous les cinq ans, les populations de référence des années intermédiaires étant quant à elles estimées par interpolation ou extrapolation. Pour la commune, le premier recensement exhaustif entrant dans le cadre du nouveau dispositif a été réalisé en 2008.

En 2022, la commune comptait 781 habitants, en évolution de +9,38 % par rapport à 2016 (Isère : +3,07 %, France hors Mayotte : +2,11 %).
| 1793 | 1800 | 1806 | 1821 | 1831 | 1836 | 1841 | 1846 | 1851 |
| ---- | ---- | ---- | ---- | ---- | ---- | ---- | ---- | ---- |
| 756  | 773  | 766  | 672  | 842  | 859  | 888  | 863  | 953  |

| 1856 | 1861 | 1866 | 1872 | 1876 | 1881 | 1886 | 1891 | 1896 |
| ---- | ---- | ---- | ---- | ---- | ---- | ---- | ---- | ---- |
| 941  | 912  | 822  | 870  | 835  | 823  | 830  | 774  | 815  |

| 1901 | 1906 | 1911 | 1921 | 1926 | 1931 | 1936 | 1946 | 1954 |
| ---- | ---- | ---- | ---- | ---- | ---- | ---- | ---- | ---- |
| 758  | 753  | 718  | 620  | 576  | 583  | 584  | 562  | 562  |

| 1962 | 1968 | 1975 | 1982 | 1990 | 1999 | 2006 | 2008 | 2013 |
| ---- | ---- | ---- | ---- | ---- | ---- | ---- | ---- | ---- |
| 533  | 513  | 494  | 554  | 570  | 609  | 713  | 742  | 711  |

| 2018 | 2022 | - | - | - | - | - | - | - |
| ---- | ---- | - | - | - | - | - | - | - |
| 739  | 781  | - | - | - | - | - | - | - |

### Enseignement
La commune d'Izeron est rattachée à l'académie de Grenoble (Zone A).

### Médias
Le quotidien régional historique des Alpes, distribué dans la commune, est Le Dauphiné libéré. Celui-ci consacre, chaque jour, y compris le dimanche, dans son édition locale, un ou plusieurs articles à l'actualité du canton, ainsi que des informations sur les éventuelles manifestations locales, les travaux routiers, et autres événements divers à caractère local au niveau de la commune.
Ici Isère est la radio publique qui émet sur son territoire ainsi que dans tout le département de l'Isère.

### Cultes

#### Culte catholique
La communauté catholique et l'église d'Izeron (propriété de la commune) sont rattachées à la paroisse Saint Luc du Sud Grésivaudan, elle-même rattachée au diocèse de Grenoble-Vienne.

#### Culte bouddhiste
Le centre bouddhiste Karma Migyur Ling est implanté sur la commune dans le hameau de Montchardon.

## Culture locale et patrimoine

### Lieux et monuments

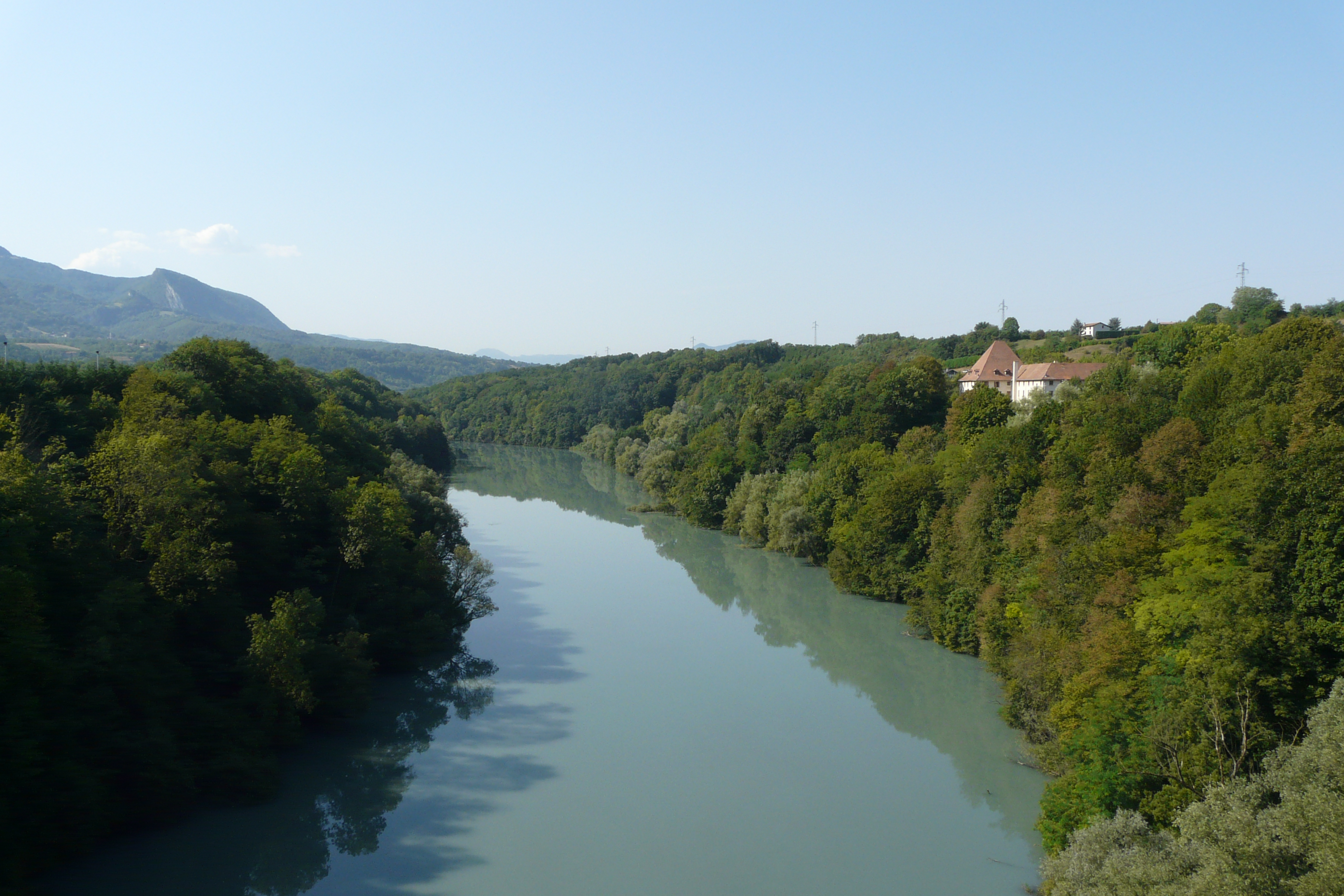
L'Isère vu depuis le pont, côté aval.

- Ruines du château d'Izeron

Le château delphinal est cité au XIe siècle avec sa chapelle.
- L'église paroissiale Saint-Jean-Baptiste d'Izeron.
- L'ancien pont suspendu sur l'Isère datant de 1857 a été remplacé par un nouveau pont en 2013[22].

### Héraldique
| Blason de Izeron | Blason  | Burelé d'argent et d'azur de dix pièces, au lion de gueules armé, lampassé et couronné d'or. |
| Blason de Izeron | Détails | Le statut officiel du blason reste à déterminer.                                             |